# Салварица (Бергамо)
Салварица је насеље у Италији у округу Бергамо, региону Ломбардија.
Према процени из 2011. у насељу је живело 13 становника. Насеље се налази на надморској висини од 916 м.